# Malice Mizer
Malice Mizer (マリス ミゼル, marisu mizeru), stylisé MALICE MIZER, est un groupe de visual kei japonais, originaire de Tokyo. qui mêle des sonorités à la fois rock, synthétiques et classiques.

## Biographie

### Période Tetsu (1992–1994)
C'est vers août 1992 que deux guitaristes, Mana et Közi, décident de monter un groupe qui soit « plus original que les groupes de rock d'alors. » Les deux musiciens s'accordent pour nommer le groupe Malice Mizer, nom censé représenter l'état miséreux de l'être humain. La particularité du groupe, outre sa musique, est que tous ses membres sont costumés à la mode du 18e siècle. Ce style inspirera par la suite bon nombre de groupes de rock japonais.
Rapidement, trois autres personnes rejoignent le groupe : Yu~ki à la basse, Tetsu au chant, et Gaz à la batterie (remplacé par la suite par Kami). Peu après la sortie de leur premier album, Mémoire, en 1994, Tetsu décide de quitter le groupe, effrayé par la popularité croissante de Malice Mizer et guère emballé à l'idée d'être connu pour ses tenues extravagantes et son maquillage dans un Japon très conservateur.

### Période Gackt (1995–1999)
En 1995, le groupe recrute un nouveau vocaliste : Gackt. Avec lui commence une nouvelle étape de la vie du groupe, Mana estimant que la voix de Gackt colle parfaitement à ses productions axées pop/rock. En 1996 sort le deuxième album du groupe, Voyage sans retour. Malice Mizer commence à se faire connaître du grand public et donne de plus en plus de concerts. Le groupe finit par se faire remarquer par une société de production, qui décide de le prendre sous son aile.
En 1998, Malice Mizer atteint la deuxième place du Top Oricon pour son album Merveilles. C'est une époque faste pour le groupe, qui semble promis à une carrière prometteuse. Mais en 1999, Malice Mizer est privé du chanteur qui avait fait son succès, puisque Gackt quitte le groupe en raison de dissensions internes. Le groupe subit en juin une nouvelle perte : Kami, le batteur du groupe, décède des suites d'un accident cérébral. La formation, fortement amputée, est désormais menacée par sa société de production, qui souhaite rompre le contrat qui les lie. À la fin de l'année pourtant sort un single instrumental, intitulé Saikai no chi to bara.

### Période Klaha (2000–2001)
Une nouvelle recrue, Klaha, intègre Malice Mizer en août 2000 en tant que chanteur, lui redonnant une seconde âme alors que le groupe semblait menacé à la suite de la perte de deux membres. En 2001 sort le quatrième album du groupe, Bara no Seidou, dévoilant une facette plus sombre et gothique. Mais en décembre 2001, le groupe se sépare.
Chacun de ses membres souhaite poursuivre une carrière solo (Mana crée son propre groupe Moi dix Mois ainsi qu'une ligne de vêtements Gothic Lolita et Elegant Gothic Aristocrat du nom de Moi-Même-Moitié ; Közi rejoint Eve of Destiny) et plusieurs autres groupe comme ZIZ,DALLE... il fait même des projets individuels. Quant à Klaha, il sort quelques chansons en solo en 2004. D'après Mana, Malice Mizer est en pause pour durée indéterminée. Mana, Yu~ki et Közi rejoueront néanmoins ensemble sporadiquement, notamment lors de concerts de Moi dix Mois, et Malice Mizer se reformera le temps d'un concert anniversaire en septembre 2018. À cette occasion, Mana recontactera Gackt et Tetsu pour leur proposer de participer à l'événement, mais les deux chanteurs déclineront l'invitation. Mana révèlera également sur son compte Twitter qu'il n'a pas réussi à retrouver la trace de Klaha.

## Membres

### Derniers membres
- Mana - synthétiseur, guitare (1992-2001)
- Közi - guitare, synthétiseur (1992-2001)
- Yu~ki - basse, contrebasse (1992-2001)
- Klaha - chant (2000-2001)

### Anciens membres
- Gaz - batterie (1993, †), mort le 22 décembre 2017
- Tetsu - chant (1992-1994)
- KAMI - batterie (1993-1999, †), mort le 21 juin 1999
- Gackt - chant (1995-1999)

## Discographie

### Albums studio
- 1994 : Memoire
- 1994 : Memoire DX
- 1996 : Voyage ~sans retour~''
- 1998 : Merveilles
- 2000 : Bara no Seidô

### Démos
- 1992 : Sans logique
- 1992 : Sadness
- 1993 : The 1st anniversary

### Singles
- Ma chérie　マシェリ (10/10/96)
- Uruwashiki kamen no shôtaijô　麗しき仮面の招待状 (10/12/95)
- Verte Aile (19/07/97) ヴェル・エール (couramment appelé "Bel Air")
- Au revoir　オ　ルヴォワール (3/12/97)
- Gekka No Yasôkyôku　月下の夜想曲 (11/02/98)
- Le Ciel　ル・シエル (30/09/98)
- ILLUMINATI (20/05/98)
- Saikai no chi to bara　再会の血と薔薇 (3/11/99)
- Kyomu no naka de no yûgi　虚無の中での遊戯 (31/05/00)
- Shiroi　hadani kurû ai to kanashimi no rondo　白い肌に狂う愛と哀しみのロンド (26/07/00)
- Gardenia (30/05/01)
- Beast of Blood (21/06/01)
- Mayonaka ni kawashita yakusoku　真夜中に交わした約束 (2001)
- Garnet　禁断の園へ (30/11/01)

## DVD et vidéo (live+singles)
- Sans retour Voyage "dernière" -encoure une fois- (live video) (30/06/96)
- Verte Aile/Bel Air -de l'image- vidéo (3/09/97)
- Merveilles -l'espace- (live video) (28/10/98)
- Merveilles -cinq parallèle- (video clips) (24/02/99)
- Sakai no chi to bara Analog Picture (3/11/99)
- Sakai no chi to bara -de l'image- (video single) (21/12/99)
- Kami's memorial box (mini album et vidéo) (1/02/00)
- Kyomu no naka de no yugi -de l'image- (vidéo single) (31/05/00)
- Bara no seidô (live DVD) (22/11/00)
- Bara no seidô (live video) (22/11/00)
- Sans retour Voyage "dernière" -encoure une fois- (live DVD) (18/04/01)
- History DVD (25/04/01)
- History video (25/04/01)
- Beast of blood -de l'image- (DVD) (11/07/01)
- Beast of blood -de l'image- (video) (11/07/01)
- Mayonaka ni kawashita yakusoku CD&DVD set (30/10/01)

### Compilations
- La collection des singles merveilles (CD+DVD) (2004)
- La meilleure sélection de Malice Mizer (2006)
- Bara no seidô+Cardinal (CD+DVD) (2007)